# HNK Dubrovnik
El HNK Dubrovnik fue un equipo de fútbol de Croacia que alguna vez jugó en la Prva HNL, la primera división de fútbol en el país.

## Historia
Fue fundado en el año 1919 en la ciudad de Dubrovnik con el nombre NK Jug y durante los años de Yugoslavia, el club pasó jugando en las categorías regionales de Croacia.
Tras la separación de Yugoslavia, la Guerra de Bosnia y la independencia de Croacia en 1991, el club cambió su nombre por el de HNK Dubrovnik y se convirtió en uno de los equipos fundadores de la Prva HNL en 1992, temporada en la que terminó en 11º lugar entre 12 equipos y con el récord de ser el club que ha anotado menos goles en una temporada de la Prva HNL, ya que solo hizo 4 goles en total.
El club permaneció en la máxima categoría hasta que descendió en la temporada de 1993/94 en la que terminó en 16 lugar entre 18 equipos. El club desaparece en la temporada 2003/04 mientras jugaba en la Treca HNL, en la cual terminó en 14º lugar entre 16 equipos.
El club disputó 3 temporadas en la Prva HNL, en donde jugó 86 partidos, de los cuales ganó 18, empató 23 y perdió 45, anotó 54 goles y recibió 133.

### Sucesor
El club HNK Dubrovnik 1919 fue fundado en 2004 y reclama ser el sucesor del club, pero la Federación de Fútbol de Croacia no lo considera así, ya que ambas instituciones son tomadas en cuenta como equipos separados por parte de la Federación.
En agosto de 2015, el HNK Dubrovnik 1919 se fusionó con el equipo rival GOŠK y luego se disolvió.
Posteriormente  el nombre del club se cambió a GOŠK 1919 Dubrovnik.